# Іванов Тимур Вадимович
Тимур Вадимович Іванов (нар. 15 серпня 1975, Москва, РРФСР, СРСР) — російський державний діяч, що потрапив до корупційного скандалу, пов'язаного зі сферою будівництва, заступник міністра оборони РФ з 23 травня 2016 року. Дійсний державний радник РФ 1-го класу, кандидат економічних наук.
З 6 жовтня 2022 року за підтримку російського вторгнення в Україну перебуває під санкціями всіх країн ЄС.

## Життєпис
Народився 15 серпня 1975 року в Москві . Батько Вадим Геннадійович Іванов, з 2004 року — генеральний директор ТОВ «Кристал Девелопмент». Мати — лезгинка родом із Курахського району Дагестану .
1997 року Тимур Іванов закінчив факультет обчислювальної математики та кібернетики Московського державного університету імені М. В. Ломоносова . З 1997 по 1999 рік працював у різних комерційних організаціях, з 1999 по 2012 рік — на підприємствах паливно-енергетичного комплексу Росії. Вчений ступінь — кандидат економічних наук (дисертація «Фінансово-організаційні моделі проектів спорудження АЕС» під керівництвом О. М. Карякіна захищена в Іванові у 2011 році).
У 2012 році обіймав посаду заступника голови уряду Московської області (губернатор — Сергій Шойгу). З 2013 по 2016 рік — генеральний директор АТ «Оборонбуд», що входить у структуру Міноборони Росії.
23 травня 2016 року указом Президента Росії призначений заступником міністра оборони Російської Федерації . У Міноборони опікується питання, пов'язані з управлінням майном та розквартуванням військ, житловим та медичним забезпечення Збройних сил Росії . Відповідає за будівництво, реконструкцію та капітальний ремонт об'єктів Міноборони Росії та військову іпотеку.
Під час пандемії COVID-19 в Росії в 2020 році куратор будівництва 16-ти багатофункціональних медичних центрів Міноборони для лікування пацієнтів з COVID-19. Також курував будівництво храму збройних сил РФ, і самого парку «Патріот».
Дійсний державний радник Російської Федерації 1-го класу (2019).

## Розслідування
Влітку 2022 року в ході повномасштабного російського вторгнення в Україну Іванова призначили відповідальним за "відбудову" зруйнованого росіянами Маріуполя. 20 грудня 2022 року з розслідування Навального стало відомо, що компанії, пов'язані з Івановим, заробили на об'єктах в окупованому Маріуполі, 17 млрд руб. ($240 млн).

### Затримання
23 квітня 2024 року затриманий слідчим комітетом федерації. Йому оголошено підозру у хабарництві в особливо великому розмірі — щонайменше 1 млн рублів (ч. 6 ст. 290 КК РФ) заарештований Басманним районним судом на 2 місяці. Йому загрожує до 15 років колонії. За даними «Важных историй», справжньою причиною арешту Іванова є підозра в державній зраді.
1 липня 2025 року Московський міський суд засудив Тимура Іванова до 13 років колонії загального режиму і до штрафу в розмірі 100 млн рублів. Крім того, суд позбавив Іванова права обіймати адміністративні посади строком на чотири роки і призначив два роки обмеження волі. Мосміськсуд передав у дохід держави всі раніше арештовані активи Іванова та членів його сім'ї. Також він позбавлений державних нагород і звання почесного будівельника Росії. Крім того, суд засудив колишнього підлеглого Іванова Антона Філатова до 12,5 років колонії та штрафу в розмірі 25 млн рублів .

## Родина
- Перша дружина — невідома.
- Друга дружина (з 2010) — Світлана Олександрівна Іванова (уроджена Захарова, у першому шлюбі Маніович (нар. 19 вересня 1973, Москва)[10], підприємець, володіє «Metropol Fashion Group». Екс-ведуча програми «Зніміть це негайно!» на СТС[11] Громадянка Ізраїлю. Діти від першого шлюбу з Михайлом Маніовичем — донька Олександра (нар. 1998) і син Михайло (нар. 2003)[12] .
  - Донька — Дар'я (нар. 2010)
  - Донька — Параска (нар. 2018).

У червні 2022 року подружжя оформило фіктивне розлучення. Однак, незадовго до розлучення вона змінила прізвище на Іванова. Фонд боротьби з корупцією Олексія Навального звернувся до Фінансової гвардії Італії з проханням заарештувати активи Тимура Іванова та членів його сім'ї. Світлана Маніович не потрапила під санкції Євросоюзу та продовжувала витрачати в Європі гроші, які її чоловік заробив на війні в Україні.

## Санкції
Тимур Іванов на відповідав за закупівлю товарів військового призначення та будівництво військових об'єктів. Він займав десяте місце в загальній ієрархії російського військового керівництва. Тимур Іванов несе безпосередню відповідальність за військові дії Росії проти України, є підсанкційною особою багатьох країн світу.
5 березня 2022 року, на тлі вторгнення Росії в Україну, Тимура Іванова занесли до списку санкцій США.
6 травня 2022 року, внесений до списку санкцій Канади за «співучасть у виборі президента Путіна вторгнутися в мирну і суверенну країну».
6 жовтня 2022 року внесений до санкційного списку країн Євросоюзу.
19 жовтня 2022 року доданий до санкційного списку України.
З аналогічних підстав перебуває під санкціями Австралії, Японії, Швейцарії та Нової Зеландії.

## Нагороди
- Орден «За заслуги перед Батьківщиною» ІІІ ступеня.
- Орден «За заслуги перед Батьківщиною» IV ступеня.
- Медаль ордену «За заслуги перед Батьківщиною» І ступеня.
- Герой Луганської Народної Республіки (2022[19])
- Кавалер ордену «За заслуги» (Франція).
- Премія Уряду Російської Федерації в галузі науки і техніки (2011) — за розробку та впровадження базової технології та інтелектуальних електромеханічних комплексів для відповідальних галузей та сфер діяльності з жорсткими вимогами до надійності та безперебійності роботи.
- Заслужений будівельник Російської Федерації.
- Почесний працівник паливно-енергетичного комплексу Російської Федерації (Міненерго Росії).
- Відомчі медалі Міноборони та МНС Росії.
- Орден Святого благовірного великого князя Димитрія Донського I ступеня (13 червня 2021 р.) — за увагу до допомоги в будівництві Головного храму Збройних сил Російської Федерації[20].